# الیور رید
رابرت الیور رید (انگلیسی: Robert Oliver Reed؛ زاده ۱۳ فوریهٔ ۱۹۳۸ – درگذشته ۲ مه ۱۹۹۹) هنرپیشه اهل بریتانیا بود.

## فیلمشناسی
از فیلم‌هایی که وی در آن نقش داشته‌است، می‌توان به گلادیاتور، عمر مختار و زنان عاشق اشاره کرد.
او همچنین در فیلم‌های شاید فردایی در کار نباشد، ماجراهای بارن مایچوزن، دو مدل از یک نوع، چهار تفنگدار، بازگشت سه تفنگدار و عکس جدایی بازی کرده‌است.

## بخشی از جوایز و افتخارات
- کاندیدای بفتای بهترین بازیگر مکمل مرد برای فیلم گلادیاتور در سال ۲۰۰۰